# Louis Vallet (écrivain)
Pour les articles homonymes, voir Louis Vallet et Vallet.
Louis Vallet est un écrivain anarchiste français. Il fut collaborateur des Primaires de 1930 à 1937.

## Biographie
Selon Régis Messac, Louis Vallet est un observateur attentif, sceptique et ironique, qui sait « discerner les motifs d’une action, les intentions secrètes, les sentiments cachés sous la façade des paroles ». Ses recueils sont « un dessert pour l’esprit, un ensemble de friandises que l’on se plait à savourer lentement ». De plus, toujours selon Messac, sa « dureté n’est qu’apparente. [Vallet] est un sensible qui se cache, et se hâte de rire de l’hypocrisie du monde, de peur d’en trop souffrir. Du point de vue purement littéraire, c’est un artiste qui pique ses mots dans l’esprit du lecteur et qui sait être d’une brièveté excessive, d’une netteté à l’emporte pièce. Il a, de son maître Jules Renard, le goût de la notation exacte, et le sens de la phrase dépouillée. Un écrivain indépendant, un peu amer, plein d’humour et de saveur ».